# Le Bazar de la Charité
Le Bazar de la Charité (en España: El bazar de la caridad) es una miniserie dramática francesa, que se estrenó en Netflix el 26 de diciembre de 2019, después de transmitirse en el canal francés TF1 en abierto durante noviembre-diciembre de 2019.

## Sinopsis
El bazar de la caridad comienza con la representación de un hecho real, el incendio del Bazar de la Charité en París, el 4 de mayo de 1897, en el que murieron 126 personas. Planeando visitar el bazar está Adrienne de Lenverpré (Audrey Fleurot), una mujer de clase alta que busca escapar de su matrimonio con su marido tirano, Marc-Antoine de Lenverpré (Gilbert Melki), candidato a la presidencia del Senado. Mientras la sobrina de Adrienne, Alice de Jeansin, junto con su íntima confidente y sirvienta, Rose Rivière, asisten al bazar, estalla el incendio. Adrienne, que había entrado al evento pero se había marchado para encontrarse con su amante, se da cuenta con horror de que ella también podría haber estado dentro. A partir de ahí, la trama gira en torno a las consecuencias que el incendio tiene en la vida de las tres mujeres.

## Reparto
- Audrey Fleurot - Adrienne de Lenverpré
- Julie de Bona - Rose Rivière
- Camille Lou - Alice de Jeansin
- Gilbert Melki - Marc-Antoine de Lenverpré
- Josiane Balasko - Madame Huchon
- Antoine Duléry - Auguste de Jeansin
- Florence Pernel - Mathilde de Jeansin
- Théo Fernandez - Julien de la Ferté
- Victor Meutelet - Victor Minville
- François-David Cardonnel - Hugues Chaville
- Stéphane Guillon - Célestin Hennion
- Aurélien Wiik - Jean Rivière